# 选址意见书
建设项目选址意见书是中国大陆境内进行工程项目建设的一个必须前期程序文件，建设项目选址意见书是城乡规划行政主管部门依法核发的有关建设项目的选址和布局的法律凭证，选址意见书一般由建设项目当地的城乡规划部门出具。